# Montes Spitzbergen

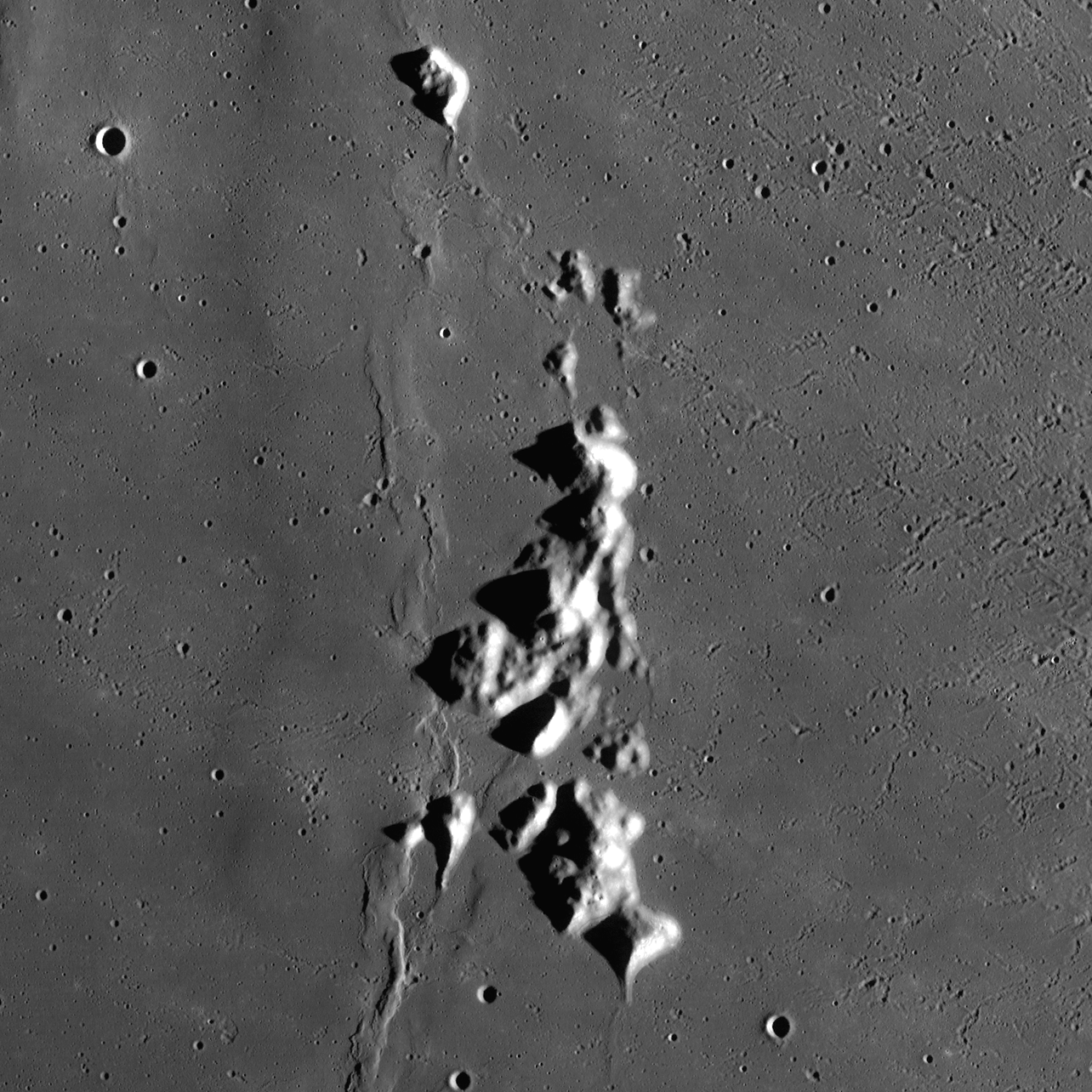
Montes Spitzbergen

Les Montes Spitzbergen (en latin : Montagnes du Spitzberg), forment une petite chaîne de montagnes lunaires située à l'est de la Mare Imbrium et sur le bord du Sinus Lunicus et an nord du cratère Archimède.
Les coordonnées sélénographiques sont 35, −5. La longueur des Montes Spitzbergen est d'environ une soixantaine de kilomètres, sur une largeur maximale de 25 kilomètres. Cette chaîne de montagnes se distingue par un certain nombre de pics séparés par des vallées de lave.
C'est l'astronome britannique Mary Adela Blagg qui a proposé le nom de Spitzbergen en raison des ressemblances avec les montagnes du Spitzberg.